# Ariel Abshire
Ariel Abshire es una cantautora de indie-pop de Austin, Texas.

## Primeros años y carrera
Abshire conoció la escena de la música alternativa de Austin gracias a su padrastro, Lance Fever de Gals Panic, a una edad temprana, lo que la llevó a conocer a Andy Sharp, quien más tarde produciría su álbum debut.Ha colaborado con Japancakes en la canción "Cardboard",y con Matt Pond PA en la canción "Love To Get Used" de su EP Spring Fools.La voz de Abshire se puede escuchar en bandas sonoras de películas de Robert Rodríguez, más notablemente como voz principal de la canción principal de The Adventures of Sharkboy and Lavagirl, actuando como vocalista principal de "The LavaGirls".
Firmada con Darla Records, Abshire lanzó su primer álbum de estudio Exclamation Love, en 2008, y desde entonces ha lanzado dos álbumes más escritos por ella misma, Still So New en 2011,y Unresolved en 2015.En 2019, se lanzó el álbum 'Queen of the Boys'club'.